# Arraiolos
Arraiolos (ɐʁɐi'ɔluʃ) è un comune portoghese di 7 616 abitanti situato nel distretto di Évora.
La cittadina ha ospitato nel 2003 la prima riunione del Gruppo Arraiolos, vertice dei presidenti di alcuni degli Stati membri dell'Unione europea, che prende il nome proprio da questa sua sede inaugurale.

## Società

### Evoluzione demografica
| Popolazione di Arraiolos (1801 – 2004) | Popolazione di Arraiolos (1801 – 2004) | Popolazione di Arraiolos (1801 – 2004) | Popolazione di Arraiolos (1801 – 2004) | Popolazione di Arraiolos (1801 – 2004) | Popolazione di Arraiolos (1801 – 2004) | Popolazione di Arraiolos (1801 – 2004) | Popolazione di Arraiolos (1801 – 2004) | Popolazione di Arraiolos (1801 – 2004) |
| -------------------------------------- | -------------------------------------- | -------------------------------------- | -------------------------------------- | -------------------------------------- | -------------------------------------- | -------------------------------------- | -------------------------------------- | -------------------------------------- |
| 1801                                   | 1849                                   | 1900                                   | 1930                                   | 1960                                   | 1981                                   | 1991                                   | 2001                                   | 2004                                   |
| 3.887                                  | 4.053                                  | 8.738                                  | 11.260                                 | 12.786                                 | 8.883                                  | 8.207                                  | 7.616                                  | 7.382                                  |

## Freguesias
- Arraiolos
- Igrejinha
- Sabugueiro
- Santa Justa
- São Gregório
- São Pedro de Gafanhoeira
- Vimieiro